# 永固镇 (怀集县)
永固镇，是中华人民共和国广东省肇庆市怀集县下辖的一个乡镇级行政单位。

## 行政区划
永固镇下辖以下地区：
龙田村、苍岭村、多安村、联安村、宿安村、保良村、永良村、保安村、朝进村、富禄村、富邦村和富德村。